# Condado de Greene (Georgia)
El condado de Greene (en inglés: Greene County), fundado en 1786, es uno de 159 condados del estado estadounidense de Georgia. En el año 2007, el condado tenía una población de 15 662 habitantes y una densidad poblacional de 14 personas por km². La sede del condado es Greensboro.Este condado forma parte de uno de los cinco condados principales del área metropolitana de Atlanta.

## Geografía
Según la Oficina del Censo, el condado tiene un área total de 1052 km² (406,2 mi²), de la cual 1006 km² (388,4 mi²) es tierra y 47 km² (18,1 mi²) (4.42%) es agua.

### Condados adyacentes
- Condado de Oglethorpe (norte)
- Condado de Taliaferro (este)
- Condado de Hancock (surreste)
- Condado de Putnam (suroeste)
- Condado de Morgan (sureste)
- Condado de DeKalb (oeste)
- Condado de Oconee (noroeste)

## Demografía
Según el censo de 2000, los ingresos medios por hogar en el condado eran de $33 479, y los ingresos medios por familia eran $39 794. Los hombres tenían unos ingresos medios de $31 295 frente a los $20 232 para las mujeres. La renta per cápita para el condado era de $23 389 Alrededor del 22.30% de la población estaban por debajo del umbral de pobreza.

## Transporte

### Principales carreteras
- Interestatal 20
- U.S. Route 278
- Ruta Estatal 12
- Ruta Estatal 15
- Ruta Estatal 44
- Ruta Estatal 77

## Localidades
- Greensboro
- Scull Shoals
- Siloam
- Union Point
- White Plains
- Woodville